# Loriinae
Loriinae es una de las cinco subfamilias que componen la familia Psittaculidae, y está compuesta por los loris, los loritos y el periquito, que son aves psitaciformes pequeñas en su mayoría de vivos colores y habitantes de Oceanía y las islas del sureste asiático. 

## Taxonomía
Tradicionalmente se condideraba que los loris eran los únicos integrantes de la subfamilia Loriinae, o bien se integraban en su propia familia, Loriidae, pero actualmente se clasifican como una tribu, Loriini, dentro de una subfamilia Loriinae más amplia. Los estudios genéticos mostraron que los loris están cercanamente emparentado con el periquito común y los loritos de higuera de los géneros Cyclopsitta y Psittaculirostris, que forman las otras dos tribus que integran la subfamilia, Melopsittacini y Cyclopsittini, respectivamente.
Loriinae se integra como una de las cinco subfamilias de la familia Psittaculidae, junto a Psittaculinae, Platycercinae, Psittacellinae, Agapornithinae; y a su vez Psittaculidae forma junto a dos familias más de los loros típicos la superfamilia Psittacoidea.

### Clasificación

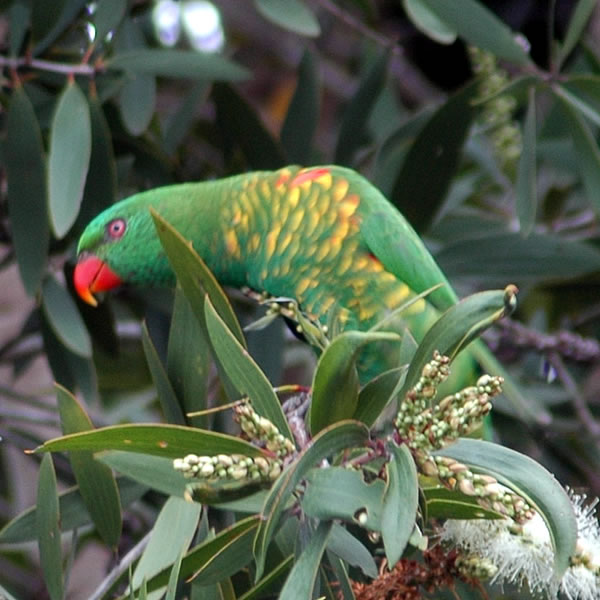
Lori escuamiverde (Trichoglossus chlorolepidotus).

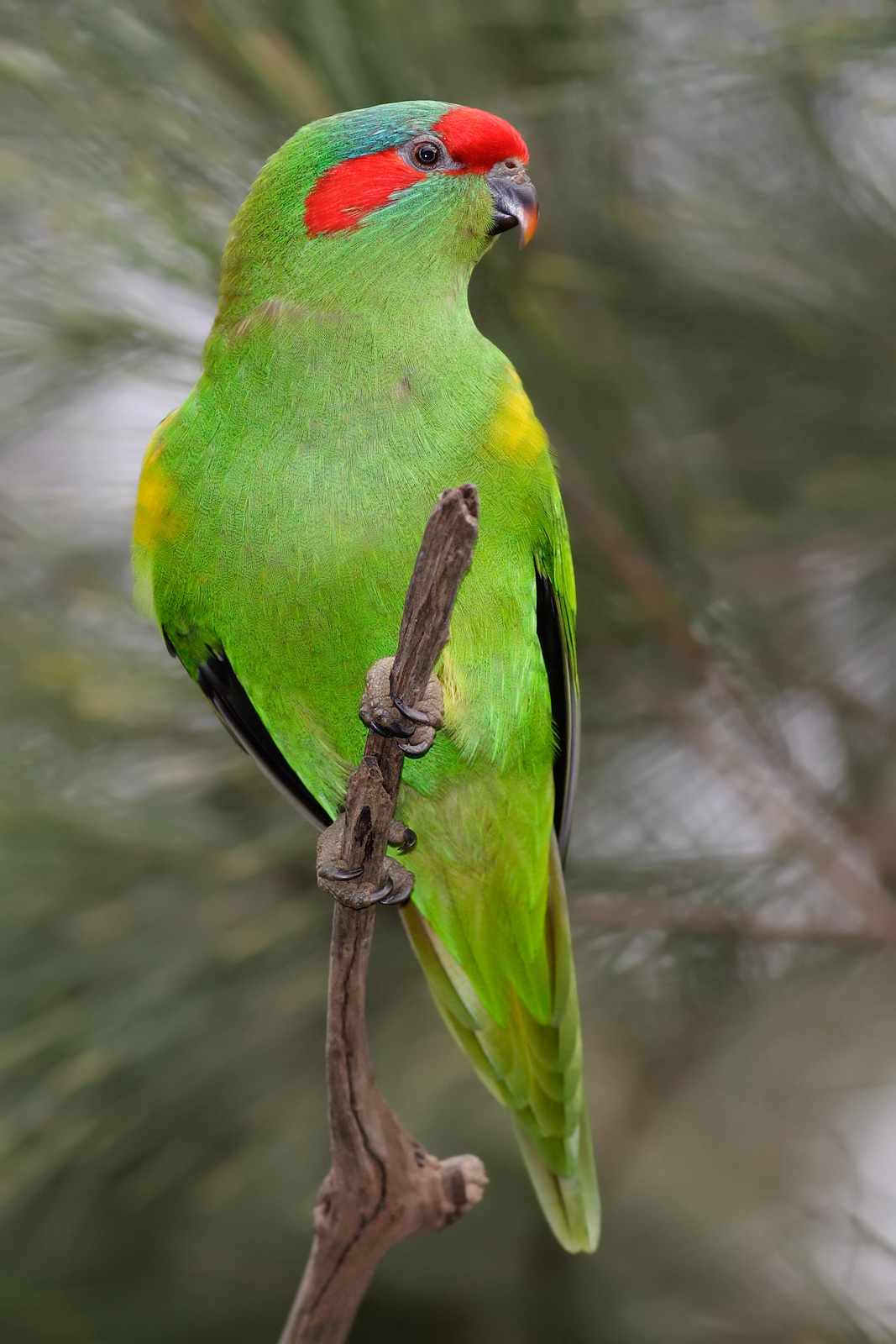
Lori almizclero (Glossopsitta concinna).

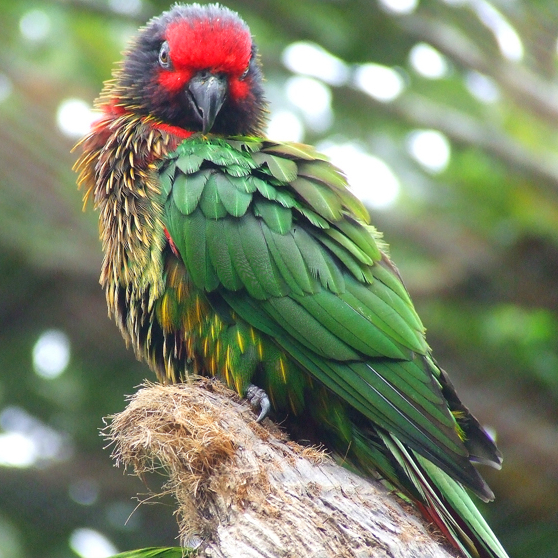
Lori chispeado (Chalcopsitta sintillata).

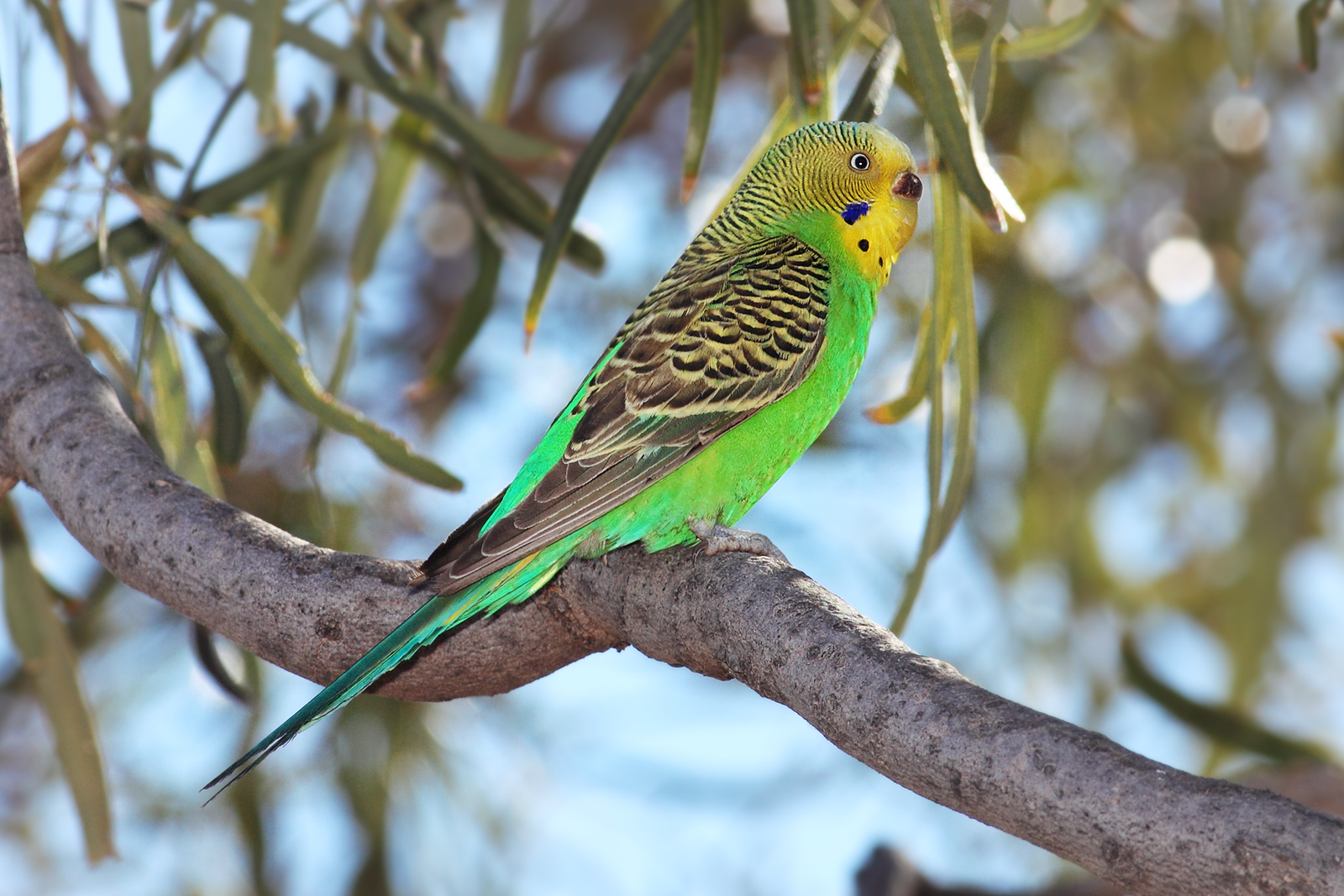
Periquito común (Melopsittacus undulatus).

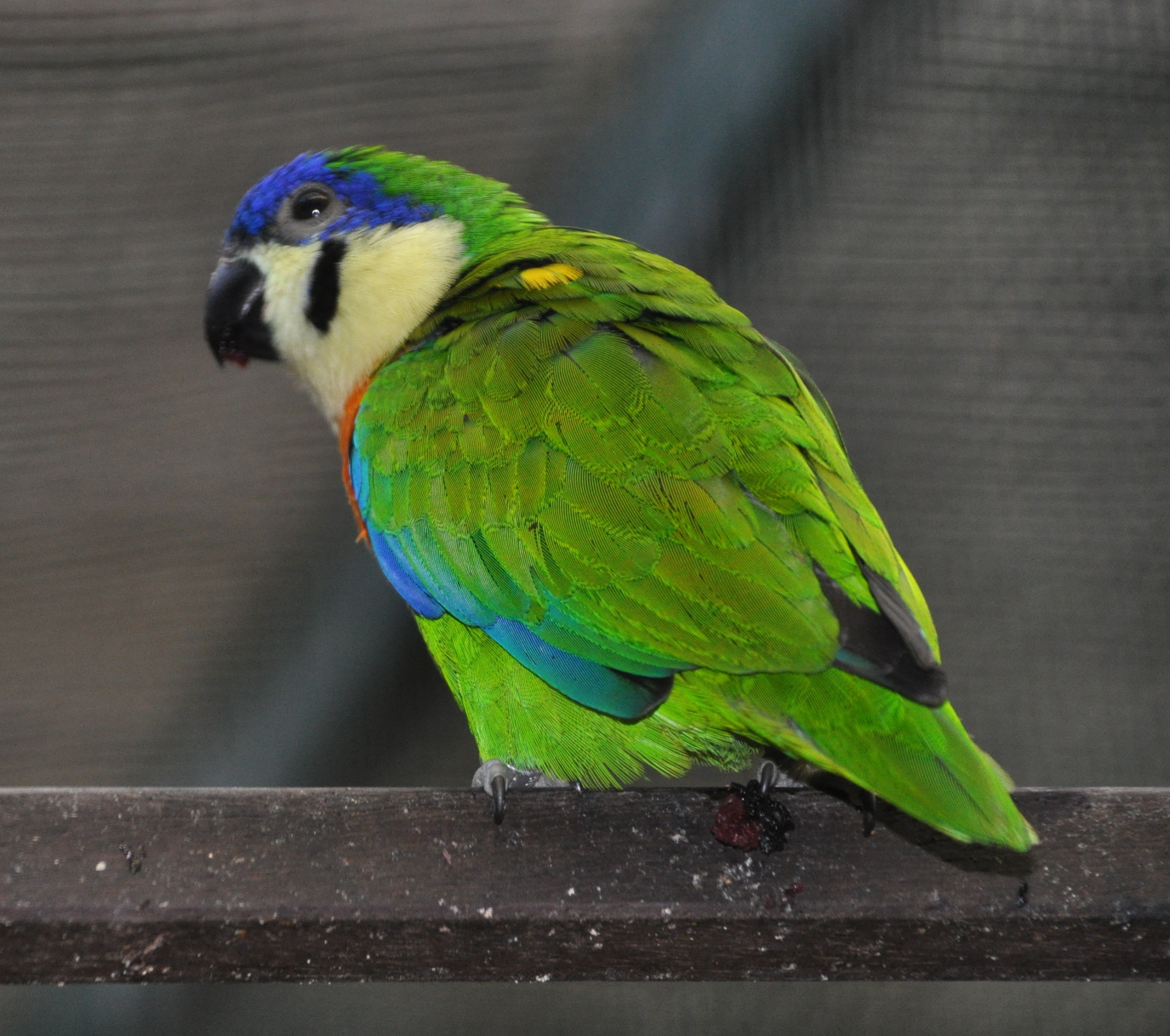
Lorito pechinaranja (Cyclopsitta gulielmitertii).

La siguiente clasificación más reciente, basada en las investigaciones más relevantes del campo.
Tribu Loriini:
- Género Chalcopsitta 
  - Chalcopsitta atra - lori negro;
  - Chalcopsitta duivenbodei - lori pardo;
  - Chalcopsitta sintillata - lori chispeado;
  - Chalcopsitta cardinalis - lori cardenal;
- Género Eos
  - Eos cyanogenia - lori alinegro;
  - Eos squamata - lori escamoso;
  - Eos reticulata - lori de las Tanimbar;
  - Eos histrio - lori de las Sangihe;
  - Eos bornea - lori rojo;
  - Eos semilarvata - lori de Seram;
- Género Pseudeos
  - Pseudeos fuscata - lori sombrío;
- Género Trichoglossus
  - Trichoglossus ornatus - lori adornado;
  - Trichoglossus rubiginosus - lori de Ponapé;
  - Trichoglossus johnstoniae - lori de Mindanao;
  - Trichoglossus flavoviridis - lori verdigualdo;
  - Trichoglossus haematodus - lori arcoíris;
  - Trichoglossus chlorolepidotus - lori escuamiverde;
  - Trichoglossus euteles - lori humilde;
- Psitteuteles (a veces clasificado en el género Trichoglossus)
  - Psitteuteles versicolor - lori versicolor;
  - Psitteuteles iris - lori iris;
  - Psitteuteles goldiei - lori de Goldie;
- Género Lorius
  - Lorius hypoinochrous - lori ventrivinoso;
  - Lorius lory (sinónimo de Lorius amabilis)[12] - lori tricolor;
  - Lorius albidinuchus - lori nuquiblanco;
  - Lorius chlorocercus - lori acollarado;
  - Lorius domicellus (sinónimo de Lorius tibialis)[13] - lori damisela;
  - Lorius garrulus - lori gárrulo;
- Género Phigys
  - Phigys solitarius - lori solitario;
- Género Vini
  - Vini australis - lori de Samoa;
  - Vini kuhlii - lori de Rimatara;
  - Vini stepheni - lori de Stephen;
  - Vini peruviana - lori monjita;
  - Vini ultramarina - lori ultramar;
  - Vini sinotoi - lori de Simoto (extinto);
  - Vini vidivici - lori conquistado (extinto);
- Género Glossopsitta
  - Glossopsitta concinna - lori almizclero;
  - Glossopsitta pusilla - lori carirrojo;
  - Glossopsitta porphyrocephala - lori coronipúrpura;
- Género Charmosyna
  - Charmosyna palmarum - lori palmero;
  - Charmosyna rubrigularis - lori barbirrojo;
  - Charmosyna meeki - lori de Meek;
  - Charmosyna toxopei - lori de Buru;
  - Charmosyna multistriata - lori estriado;
  - Charmosyna wilhelminae - lori pigmeo;
  - Charmosyna rubronotata - lori frentirrojo;
  - Charmosyna placentis - lori flanquirrojo;
  - Charmosyna diadema - lori diadema (posiblemente extinto);
  - Charmosyna amabilis - lori gorgirrojo;
  - Charmosyna margarethae - lori de Margarita;
  - Charmosyna pulchella - lori lindo;
  - Charmosyna josefinae - lori de Josefina;
  - Charmosyna papou - lori rabilargo;
- Género Oreopsittacus
  - Oreopsittacus arfaki - lori bigotudo;
- Género Neopsittacus
  - Neopsittacus musschenbroekii - lori montano grande;
  - Neopsittacus pullicauda - lori montano chico;

Tribu Melopsittacini
- Género Melopsittacus
  - Melopsittacus undulatus - periquito común;

Tribu Cyclopsittini
- Género Cyclopsitta
  - Cyclopsitta gulielmitertii - lorito pechinaranja;
  - Cyclopsitta diophthalma - lorito dobleojo;
- Género Psittaculirostris
  - Psittaculirostris desmarestii - lorito de Desmarest;
  - Psittaculirostris edwardsii - lorito de Edwards;
  - Psittaculirostris salvadorii - lorito de Salvadori.